# Villa Régina
La maison dite villa Régina est l’une des quinze villas balnéaires répertoriées patrimoine exceptionnel de la commune de La Baule-Escoublac, dans le département français de la Loire-Atlantique. Construite en 1903, sans doute par Édouard Datessen, il s’agit d’une villa de style dissymétrique médiéval située dans le lotissement Pavie.

## Localisation
La villa est située au 33, avenue Pierre-Loti, au milieu d’un jardin bordé à l’ouest par l’avenue Cornil, dans le lotissement Pavie de La Baule-Escoublac. Elle appert la villa Pax donnant sur le 33 bis de la rue Pierre-Loti.
Ce lotissement porte le nom d’André Pavie, maire de La Baule de 1917 à 1925. Il se situe entre le lotissement Hennecart à l’est et le quartier Benoît à l’ouest. Il est également dénommé quartier du casino et il s’étend autour de l'institut Verneuil, inauguré en 1896. Il s’agit d’un lotissement de 40 ha, dessiné par Georges Lafont, qui recèle, au XXIe siècle, les principaux établissements baulois de prestige du groupe Barrière.

## Patrimoine de La Baule-Escoublac
La zone de protection du patrimoine architectural, urbain et paysager (ZPPAUP) de La Baule-Escoublac rassemble 6 871 bâtiments, parmi lesquels 15 villas sont distinguées en patrimoine exceptionnel ; 699 autres sont recensées en patrimoine remarquable à conserver et 1 741 en patrimoine d’accompagnement essentiel.

## Historique
La maison a été construite sur les plans dessinés par Édouard Datessen, semble-t-il, en 1903.

## Architecture
La villa est de type dissymétrique médiéval, couverte d’ardoise et montée sur deux niveaux en moellons et pierres de taille.
Elle offre au passant des façades très animées, avec au premier niveau, des vérandas vitrée à l'ouest et galerie au sud, avec balustres et chapiteaux en bois sculpté. Des colonnades en bois sculpté et tourné ainsi que des vitraux ornent la véranda-galerie de la façade orientée vers le sud.
Une échauguette de section rectangulaire supportant un toit à forte pente orne l’angle sud du deuxième niveau.
Les combles sont percés de fenêtres agrémentées de balcons protégés par des auvents générés par la toiture.
L’ensemble dessiné par les décrochements de façade crée des jeux de lumières et de couleurs dus aux vitraux des vérandas et aux appareillages de pierre et de brique qui ornent les baies sur la façade sud-ouest et les linteaux seuls sur la façade sud-est.